# Клуб
Клуб (англ. club, від to club — «збивати докупи») — утворення з кількох людей, об'єднаних спільними інтересами або метою. Існує велика різноманітність клубів, що відповідає розмаїттю хобі людей: спортивні клуби, клуби настільних ігор, клуби нумізматів, любителів літератури й театру, кіно й мистецтва, політичні клуби, і клуби, в яких люди збираються, щоб разом провести час, пообідати, поспілкуватися тощо.
У радянській і пострадянській реальності клубами називали й називають також будинки культури.
Назва клуб походить від англійського слова to club, одне із значень якого збивати докупи. Така назва пояснювалася тим, що клуби зародилися із зібрань, що фінансувалися складанням грошей (clubbing) учасників. З часом в Англії багато клубів перетворилися в закриті, куди допускаються тільки люди, схвалені іншими членами клубу. Такі клуби зазвичай мають своє власне приміщення і прислугу, які оплачуються за рахунок членських внесків. Членство в окремих клубах престижне.